# Bandera de Portugal
La bandera de la República Portuguesa és un rectangle verd i vermell de proporcions 2:3 dividit verticalment; el verd ocupa dues cinquenes parts de la llargada de la bandera, per la banda del pal, mentre que el vermell ocupa les tres cinquenes parts restants per la banda del vol. Centrat en la partició hi ha un escut heràldic consistent en una esfera armil·lar carregada amb les armories tradicionals de Portugal. Fou adoptada oficialment el 30 de juny del 1911, tot i que de fet s'utilitza des de la revolució republicana del 5 d'octubre del 1910.

## Significat

### Els colors
La combinació de colors, especialment l'ús del verd, no era tradicional en la composició de la Bandera Nacional Portuguesa i va representar un canvi radical d'inspiració republicana, que va trencar el vincle amb la bandera actual en el règim monàrquic constitucional. Des de la fallida Revolta del 31 de gener de 1891, el vermell i el verd s'havien establert com els colors del Partit Republicà i els seus moviments associats, la importància política dels quals va anar creixent fins a arribar al període màxim després de la implantació de la República Portuguesa en la Revolució del 5 d'octubre de 1910.
La bandera probablement té un significat molt més ambigu que les explicacions més tradicionals i populars del seu disseny. La creença més difosa, sobretot explicitada durant l'Estat Nou (el règim autoritari nacionalista esdevingut entre el 1933 i el 1974, quan hi va posar fi la Revolució dels Clavells), diu que el verd representa l'esperança i el vermell la sang dels que ho han donat tot per la nació. Aquesta definició dels colors és la més acceptada actualment, tot i que el sentit original és més aviat incert.
Segons altres teories, el vermell representa l'alba i la posta del sol en la singladura dels vaixells portuguesos durant l'era dels descobriments al segle xvi, mentre que el verd evoca el color dels oceans solcats pels grans navegants portuguesos.
Una altra teoria, en fi, diu que el vermell significa la sang vessada en les batalles contra els sarraïns dels segles xii-xv i el verd representaria els camps on van tenir lloc aquestes batalles.
Els tons de color de la bandera no s'especifiquen amb precisió en cap document legal. Les recomanacions s'enumeren a continuació:
| Model de color | Vermell     | Verd          | Groc        | Blau          | Blanc         | Negre     |
| -------------- | ----------- | ------------- | ----------- | ------------- | ------------- | --------- |
| Pantone        | 485 C       | 349 C         | 803 C       | 288 C         | Blanc         | Black 6   |
| RGB            | 255, 0, 0   | 0, 102, 0     | 255, 255, 0 | 0, 51, 153    | 255, 255, 255 | 0, 0, 0   |
| CMYK           | 0-100-100-0 | 100-35-100-30 | 0-0-100-0   | 100-100-25-10 | 0-0-0-0       | 0-0-0-100 |
| HTML           | FF0000      | 006600        | FFFF00      | 003399        | FFFFFF        | 000000    |

### L'escut heràldic portuguès
L'escut tradicional portuguès és present a gairebé totes les banderes que s'han anat succeint. És el símbol primigeni de Portugal, un dels símbols nacionals més antics encara en ús, i per descomptat un dels més antics d'Europa. Usat fa més de 800 anys, apareix a totes les banderes excepte la primera. L'escut, de fet, té les arrels a la primera bandera (1143-1185) i el primer rei de Portugal.
Els cinc punts blancs (besants) dels cinc escudets del centre de la bandera es refereixen a una llegenda relativa al primer rei de Portugal, Alfons I. Segons aquesta, abans de la batalla d'Ourique (26 de juliol de 1139), el rei Alfons pregava pel poble portuguès quan se li va aparèixer Jesús a la creu. El rei va guanyar la batalla i, com a mostra de gratitud, va incorporar les cinc nafres de Crist (els estigmes) a la seva senyera. Aquest mite, similar a l'ocorregut amb l'emperador romà Constantí, sembla que fou forjat per obtenir el reconeixement del rei portuguès per part de la Santa Seu. Encara, segons una altra llegenda, els escudets representarien els cinc reis moros derrotats a l'esmentada batalla.
Els castells, que originàriament n'eren nou, són un símbol de les victòries de Portugal sobre els seus enemics durant el regnat d'Alfons III. També farien referència als nou castells sarraïns presos per les tropes portugueses el 1249; a més a més, el castell era l'emblema del Regne de l'Algarve, l'últim a ser conquerit pels portuguesos, quan es van delimitar definitivament les fronteres. Més endavant, el rei Joan II va reduir el nombre de castells a la bandera a només set.

### L'esfera armil·lar
El dibuix circular és una esfera armil·lar que va substituir la corona de l'antiga bandera monàrquica. Representava l'Imperi Colonial Portuguès a l'època de la Revolució i alhora els descobriments dels navegants portuguesos arreu del món. Era el símbol de Manuel I l'Afortunat (1495-1521), que va regnar durant el període considerat el de màxima puixança de Portugal. A més a més, l'esfera armil·lar era també un símbol utilitzat comunament a les picotes que presidien les places públiques (els anomenats pelourinhos).
L'esfera fou introduïda per primer cop a la bandera per Joan VI (1816-1826) com a símbol del Regne del Brasil quan va declarar aquest país un dels reialmes del Regne Unit de Portugal, el Brasil i l'Algarve. Fou treta de la bandera després de la mort del rei, ja que durant el seu regnat el Brasil havia aconseguit la independència. De fet, el fet de retirar l'esfera armil·lar de la bandera fou una de les voluntats testamentàries del rei, més que no pas una maniobra del seu fill Pere, el futur emperador Pere I del Brasil, per tal de mantenir aquest territori dins la família.

### 1095 - 1139/1143

1095 (1:1)

## Evolució de la bandera portuguesa

### 1139/1143-1185

1143 (1:1)

La primera bandera portuguesa era la utilitzada pel primer rei de Portugal al seu escut durant les batalles. Era una creu blava sobre fons blanc, i aquest era l'emblema també del seu pare Enric de Borgonya, comte de Portugal (1093-1112). 

### 1185-1245/1248

1185 (1:1)

Les armories reials constaven de cinc escudets sobre camper d'argent, disposats en creu i apuntant cap al centre. Els cinc escudets representen les cinc ferides que va rebre el rei Alfons I a la batalla d'Ourique, o bé els cinc reis moros derrotats en aquesta mateixa batalla, o també les cinc nafres de Crist ja esmentades.

### Banderes més recents

1245/1248 - 1385   (1:1)
1385 - 1485   (1:1)
1485 - 1495   (1:1)
1495 - 1521   (1:1 o 2:3)
1521 - 1578   (1:1 o 2:3)
1578 - 1640   (2:3)
1580 - 1640 (putative flag)   (2:3)
1640 - 1667   (2:3)
1667 - 1707   (2:3)
1707 - 1816   (2:3)
1816 - 1826   (2:3)
1826 - 1830/1834   (2:3)
1830 - 1910   (2:3)
1910